# یواس‌اس هیدرا (ای‌کی-۸۲)
یواس‌اس هیدرا (ای‌کی-۸۲) (به انگلیسی: USS Hydra (AK-82)) یک کشتی بود که طول آن ۲۶۹ فوت ۱۰ اینچ (۸۲٫۲۵ متر) بود. این کشتی در سال ۱۹۴۳ ساخته شد.